# Phyllosticta circumscissa
Phyllosticta circumscissa är en svampart som beskrevs av Cooke 1883. Phyllosticta circumscissa ingår i släktet Phyllosticta och familjen Botryosphaeriaceae.   Inga underarter finns listade i Catalogue of Life.